# 데일 데이비스
데일 데이비스(영어: Dale Davis, 1969년 3월 25일 ~, 조지아주)는 미국의 농구선수이다.
키는 6피트 11인치(약 208센티미터)였다.
데일은 데틀레프 슈럼프, 릭 스미츠, 잘렌 로즈 등과 함께 뛰면서 릭 스미츠의 보조자 역할을 해주며 릭의 수비력을 커버해 주었다. 데일 데이비스가 없었더라면 90년대의 네덜란드 거인은 없었을 것이다. 그는 인디애나 페이서스의 전성기를 이끌었다. 현재 디트로이트 피스톤즈에서 센터로서 뛰고 있다.